# Gisement de Hassi Messaoud
Ne doit pas être confondu avec Hassi Messaoud.
Le gisement d'Hassi Messaoud, situé dans le bassin de Berkine, est le plus grand gisement de pétrole en Algérie et de tout le continent africain. Il fut découvert la même année que le gisement de gaz d'Hassi R'Mel, son équivalent pour le gaz (principal gisement de gaz d'Afrique). Tous deux contribuèrent à la détermination de la France pour le maintien de sa présence en Algérie.
Les réserves estimées du gisement sont de l'ordre de 9 Gbbl d'un pétrole de très bonne qualité, en ne tablant que sur un taux de récupération d'environ 20 % du pétrole supposé en place, chiffre que la société d'exploitation Sonatrach compte dépasser. Cependant, entre 4 et 5 Gbbl ont déjà été extraits. Ce gisement représenterait donc à lui seul près du tiers de la dotation initiale du pays.
La production du gisement atteint 550 kbbl/j dans les années 1970, elle déclina jusque 300 kbbl/j en 1989 et est remontée à environ 350 kbbl/j. Sonatrach compte l'augmenter jusqu'à quelque 700 kbbl/j vers 2012. Des ambitions qui ne seront pas atteintes, la production continue sa chute.
À l'instar d'Hassi R'mel pour le gaz, Hassi Messaoud centralise la production de pétrole du pays. Il est le point de départ de plusieurs oléoducs alimentant les raffineries et les terminaux d'exportation sur la côte, et fait transiter la production d'autres gisements du pays.